# District d'Aizawl

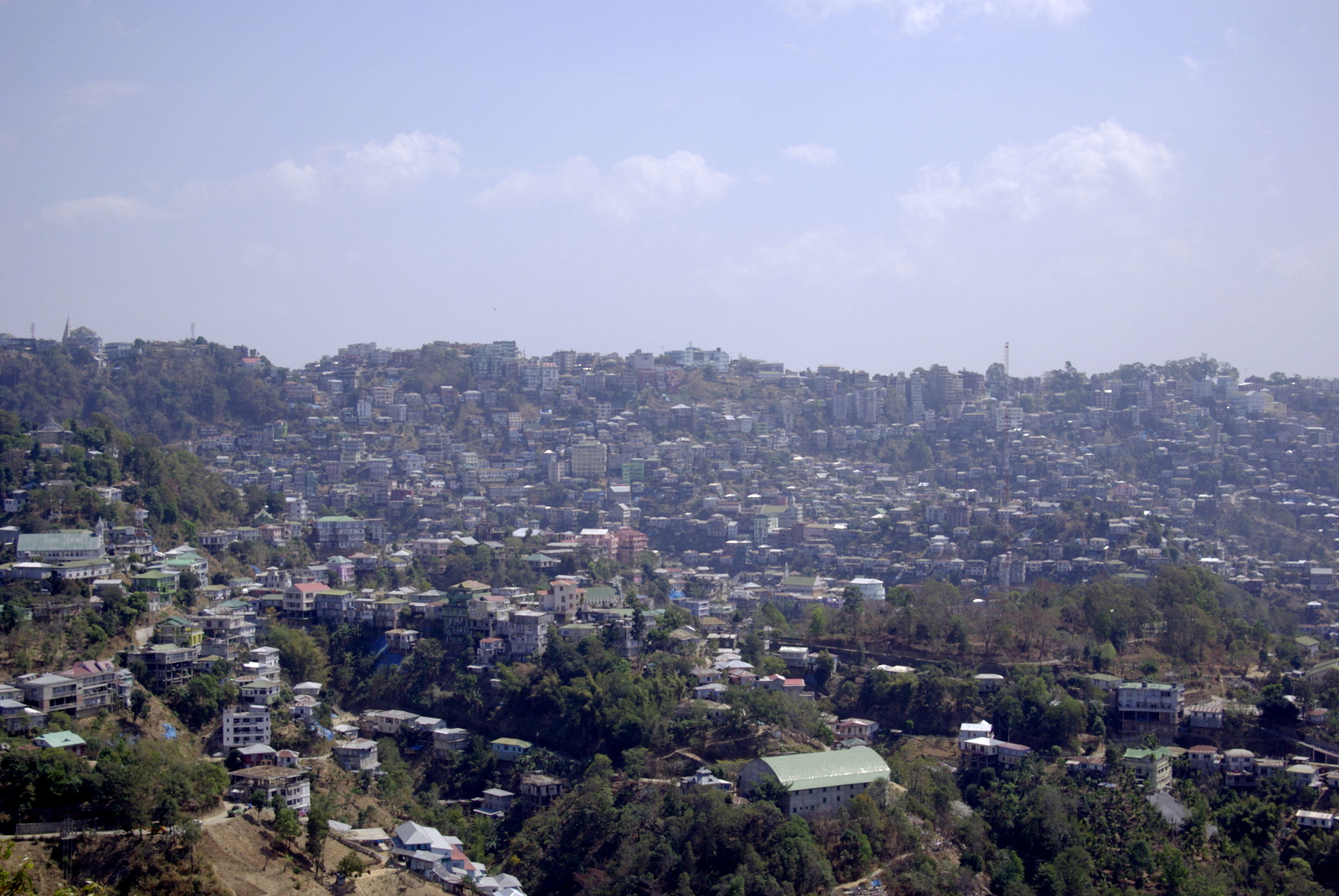
Aizawl.

Le district d'Aizawl   (hindi : आइजोल जिला) est un district  de l'État du Mizoram en Inde.

## Géographie
Au recensement de 2011, sa population est de 400 309 habitants pour une superficie de 3 576 km2.
Son chef-lieu est la ville d'Aizawl.